# Prix allemand du Film sur les Droits de l'Homme

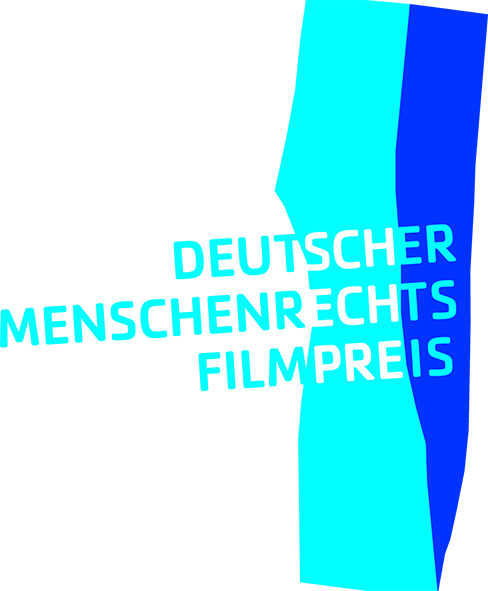
Logo (depuis 2015)

Depuis 1998, le Prix allemand du Film sur les Droits de l'Homme récompense des productions exceptionnelles sur des questions relatives aux Droits de l'Homme. Il documente et rend ainsi hommage à l'engagement de cinéastes dévoués au respect des Droits de l'homme.  De plus, il attire l'attention du public sur les violations des Droits de l’Homme et sur le travail dans ce domaine et favorise ainsi le débat social sur ces sujets. 
Le Prix allemand du Film sur les Droits de l'Homme est décerné tous les deux ans à Nuremberg . 

## Objectifs et contenu
Le Prix allemand du Film sur les Droits de l’Homme est décerné dans les catégories long métrage, court métrage, contribution de magazine, université (écoles de cinéma ou d’art) et amateur. 
Le Prix allemand du Film sur les Droits de l’Homme sensibilise le public et le monde politique à l'importance des Droits de l'Homme.  Le cinéma et la télévision ont en effet une grande influence sur la perception sociale.  En récompensant des productions cinématographiques remarquables sur le vaste thème des Droits de l'Homme, le prix souligne l'importance de la fonction d'information, d'éducation et de contrôle des médias. 
Les jeunes en particulier sont toujours impliqués dans les questions relatives aux Droits de l'Homme.  Ce prix  les encourage à travailler sur ce thème dans le cadre de leurs propres projets de films et à les soumettre dans la catégorie "Amateur".  Afin d’initier les jeunes à la mise en œuvre cinématographique des questions relatives aux Droits de l’Homme, les organisateurs offrent un soutien pédagogique aux médias.  L'utilisation active du support de film conjointement avec le contenu de la gestion des droits de l'homme renforce l'éducation des jeunes aux médias et les sensibilise aux questions de consommation des médias, de communication du contenu et de conception de la coexistence humaine. 
Les films gagnants sont ensuite présentés au public avec du matériel didactique pour une utilisation dans les écoles, festivals ou autres événements.  Le prix donne donc une impulsion au film dans le milieu éducatif scolaire et extrascolaire. 

## Conditions de compétition à partir de 2016
Le Prix allemand du Film sur les Droits de l’Homme est destiné aux cinéastes professionnels et amateurs (étudiants, groupes de vidéastes et individus de tous âges) et aux étudiants des écoles de cinéma. Les règles suivantes s'appliquent aux différents groupes : 

### Catégorie long métrage
- Productions professionnelles télévisuelles ou cinématographiques
- En langue allemande ou sous-titrage allemand
- Pas de limitation de durée
- Tous les genres sont admis
- Achèvement du film après le 1er janvier 2014
- Formulaires d'inscription sur le site internet à partir de fin mars 2016
- Le prix est doté de 2 500 euros.

### Catégorie court métrage
- Productions professionnelles télévisuelles ou cinématographiques
- En langue allemande ou sous-titrage allemand
- Durée maximale de 30 minutes
- Tous les genres sont admis
- Achèvement du film après le 1er janvier 2014
- Formulaires d'inscription sur le site internet à partir de fin mars 2016
- Le prix est doté de 2 500 euros.

### Catégorie contribution magazine
- Formats de production télévisuelle avec des contributions de magazines politiques, sociaux, culturels ou commerciaux
- En langue allemande ou sous-titrage allemand
- Durée maximale de 10 minutes
- Achèvement du film après le 1er janvier 2014
- Formulaires d'inscription sur le site internet à partir de fin mars 2016
- Le prix est doté de 2 500 euros.

### Catégorie École supérieure (école de cinéma ou d'art)
- Productions d'étudiants d'académies de cinéma, d'écoles de médias ou d'art
- En langue allemande ou sous-titrage allemand
- Pas de limitation de durée
- Tous les genres sont admis
- Achèvement du film après le 1er janvier 2014
- Formulaires d'inscription sur le site internet à partir de fin mars 2016
- Le prix est doté de 2 500 euros.

### Catégorie amateur
- Productions de cinéastes non commerciaux / non professionnels
- En langue allemande ou sous-titrage allemand
- Pas de limitation de durée
- Tous les genres sont admis
- Achèvement du film après le 1er janvier 2014
- Formulaires d'inscription sur le site internet à partir de fin mars 2016
- Le prix est doté de 2 500 euros.

### Catégorie éducation
Dans cette cétégirie, les productions ne peuvent pas être envoyées directement.  Le gagnant est déterminé par un panel d'experts issus du milieu de l'éducation parascolaire des jeunes et des adultes.  Le FWU - Institut pour le film et l'image en sciences et en éducation dote le prix.  En outre, le film primé est publié dans cette catégorie avec du matériel pédagogique détaillé fourni par le FWU.  Avec son implication en tant que producteur de média et promoteur de médias audiovisuels et interactifs pour les écoles et l'éducation, le FWU entend ainsi contribuer à placer les questions de Droits de l'Homme de manière durable dans tous les domaines de l'éducation. 

## Lauréats

### Année 1998

#### Catégorie professionnelle
- premier  prix Eine Blume für die Frauen in Kabul (Une fleur pour les femmes à Kaboul); Siba Shakib , 20 minutes, 1998
- deuxième  prix Der Brief aus Kambodscha (La lettre du Cambodge) ; Alice Schmid , 13 minutes, 1997
- troisième  prix Leben mit der Hinrichtung (Vie avec l'exécution); Klaus Steinberg , Astrid Bock , 29 minutes, 1997

#### Catégorie amateur
- premier  prix Vögelköpfe (Têtes d' oiseaux) ; Frank Roters , 8 minutes, 1997
- deuxième  prix Stadt ohne Vorurteil (Ville sans préjugé) ; Regionale Arbeitsstelle für Ausländerfragen, Jugendarbeit und Schule (Office régional de l'emploi pour les questions relatives aux étrangers, au travail juvénile et à l'école), Schwerin, 10 minutes, 1997
- troisième  prix Robert (Robert); Johannes Hahn , 10 minutes, 1998

### Année 2016

#### Catégorie long métrage
- Cahier africain ; Heidi Specogna , 119 minutes

#### Catégorie court métrage
- Esperanza 43; Oliver Stiller , 20 minutes

#### Catégorie Contribution magazine
- Künstler gegen das Verbrechen (Mexique - artistes contre le crime) ; Alexander Bühler et Jens-Uwe Korsowsky , 6:50 min.

#### Catégorie École supérieure
- Where to, Miss?; (Où aller, mademoiselle?) Manuela Bastian , 83 minutes

#### Catégorie amateurs
- Morgenland (Pays oriental); Sonja Elena Schroeder, Luise Rist, Hans Kaul et Thomas Kirchberg, 34:30 min.

#### Catégorie prix pédagogique
- Durch den Vorhang; (À travers le rideau); Arkady Khaet , 27 min.

### Année 2018

#### Catégorie long métrage
- Styx; Wolfgang Fischer, 94 minutes [1]

#### Catégorie court métrage
- Joe Boots; Florian Baron, 30 minutes.

#### Catégorie Contribution magazine
- Erst integrieren, dann abschieben: Deutschlands absurde Asylpolitik; Naima El Moussaoui, 10 minutes.

#### Catégorie École supérieure
- Thinking like a Mountain; Alexander Hick], 71 minutes.

#### Catégorie amateur
- Just a normal Girl; Vanessa Ugiagbe, 25 minutes.

#### Catégorie prix pédagogique
- Der Tatortreiniger – Sind Sie sicher? Arne Feldhusen et Mizzi Meyer, 30 minutes.

## Partenaire média (depuis 2008)
- Radio bavaroise